# Đài Phát thanh – Truyền hình Bồ Đào Nha
Đài Phát thanh – Truyền hình Bồ Đào Nha (tiếng Bồ Đào Nha: Rádio e Televisão de Portugal, viết tắt: RTP) là tổ chức phát sóng công cộng quốc gia có trụ sở tại Lisboa, Bồ Đào Nha. Thành lập vào năm 1935. RTP là thành viên đồng sáng lập của tổ chức Liên hiệp Phát sóng châu Âu.